# Зулцбах (Таунус)
Зулцбах (њем. Sulzbach) општина је у њемачкој савезној држави Хесен. Једно је од 12 општинских средишта округа Мајн-Таунус. Према процјени из 2010. у општини је живјело 8.354 становника. Посједује регионалну шифру (AGS) 6436012.

## Географски и демографски подаци
Зулцбах се налази у савезној држави Хесен у округу Мајн-Таунус. Општина се налази на надморској висини од 135 метара. Површина општине износи 7,8 km². У самом мјесту је, према процјени из 2010. године, живјело 8.354 становника. Просјечна густина становништва износи 1.064 становника/km².

## Међународна сарадња
| Мјесто | Држава    | Врста сарадње | Од    |
| ------ | --------- | ------------- | ----- |
|        | Француска | партнерство   | 1983. |
|        | Чешка     | партнерство   | 1987. |
| Извор  |           |               |       |